# Harrow-on-the-Hill (metrostation)
Harrow-on-the-Hill is een station van de metro van Londen aan de Metropolitan Line en van National Rail . Het metrostation, dat in 1880 is geopend, ligt in de wijk Harrow.

## Geschiedenis
Het station werd geopend als "Harrow" op 2 augustus 1880, toen de Metropolitan Railway (MR) werd verlengd vanaf het toenmalige eindpunt Willesden Green.  De naam werd op 1 juni 1894 veranderd in "Harrow-on-the-Hill". Net bij een aantal andere metrostations is de naam geen geografische realiteit maar een voorbeeld van marketing. In dit geval ligt de stad "eigenlijk"  op de top van Harrow Hill, terwijl het station bij het gehucht Greenhill, aan de noordelijke voet van de heuvel, is gebouwd en dus alles behalve on-the-Hill ligt. Greenhill heeft zich sindsdien tot de belangrijkste wijk van Harrow ontwikkeld. MR wilde het tracé zuidelijker leggen vlak bij de Harrow Hill maar dat ging door bezwaren van de directie van de Harrow school niet door. 
Op 15 maart 1899 ging het reizigersverkeer op de Great Central Railway (GCR) die ook Harrow-on-the-Hill aandeed. Vanaf 1885 was de MR steeds verder naar het westen verlengd en in 1899 was het westelijkste punt, Brill, bereikt. In 1904 werd een aftakking van Harrow-on-the-Hill naar Uxbridge geopend. Om de reistijden tussen de binnenstad en de verafgelegen stations aanvaardbaar te houden besloot MR rond 1910 tot het instellen van een sneldienst. Daartoe werd het bovengrondse deel ten oosten van Harrow tussen 1913 en 1915 viersporig gemaakt. Ten westen van de aftakking naar Uxbridge was er sprake van dubbelspoor waar zowel de metro als de GCR gebruik van maakten. 
MR begon in 1915 haar grondposities rond de lijn aan te prijzen voor woningbouw en introduceerde vlak na de Eerste Wereldoorlog het begrip Metroland voor de nieuwbouw wijken waar Harrow-on-the-Hill het middelpunt van is. In 1933 werd het OV in Londen genationaliseerd in de London Passenger Transport Board (LPTB) waardoor de verschillende metrobedrijven in een hand kwamen. LPTB kwam met het New Works Programme 1935-1940 om knelpunten in het metronet aan te pakken en nieuwe woonwijken op de metro aan te sluiten. Een van de projecten was de verbouwing van het station die begin jaren veertig werd afgerond. 
Op 1 januari 1948 werden de Britse spoorwegen genationaliseerd in British Railways die de reizigersdienst op de Great Central Mainline (GCM) voortzette. In juli 1958 werd begonnen met de aanleg van twee extra sporen tussen Harrow-on-the-Hill en Moor Park zodat zowel de sneldiensten van de Metropolitan Line als de treindiensten op de GCM gescheiden van de stopdiensten zonder stoppen tussen Moor Park en Harrow-on-the-Hill konden gaan rijden. Hiertoe werd langs de zuid- en westrand van het bestaande dubbelspoor een dubbelspoor gelegd zonder perrons onderweg dat bij Harrow-on-the-Hill werd aangesloten in het verlengde van de treinsporen uit Marylebone. De metrosporen werden met overloopwissels verbonden met de nieuwe sporen zodat ook de metro sneldiensten de nieuwe sporen konden bereiken. Deze ombouw was in juni 1962 gereed.   

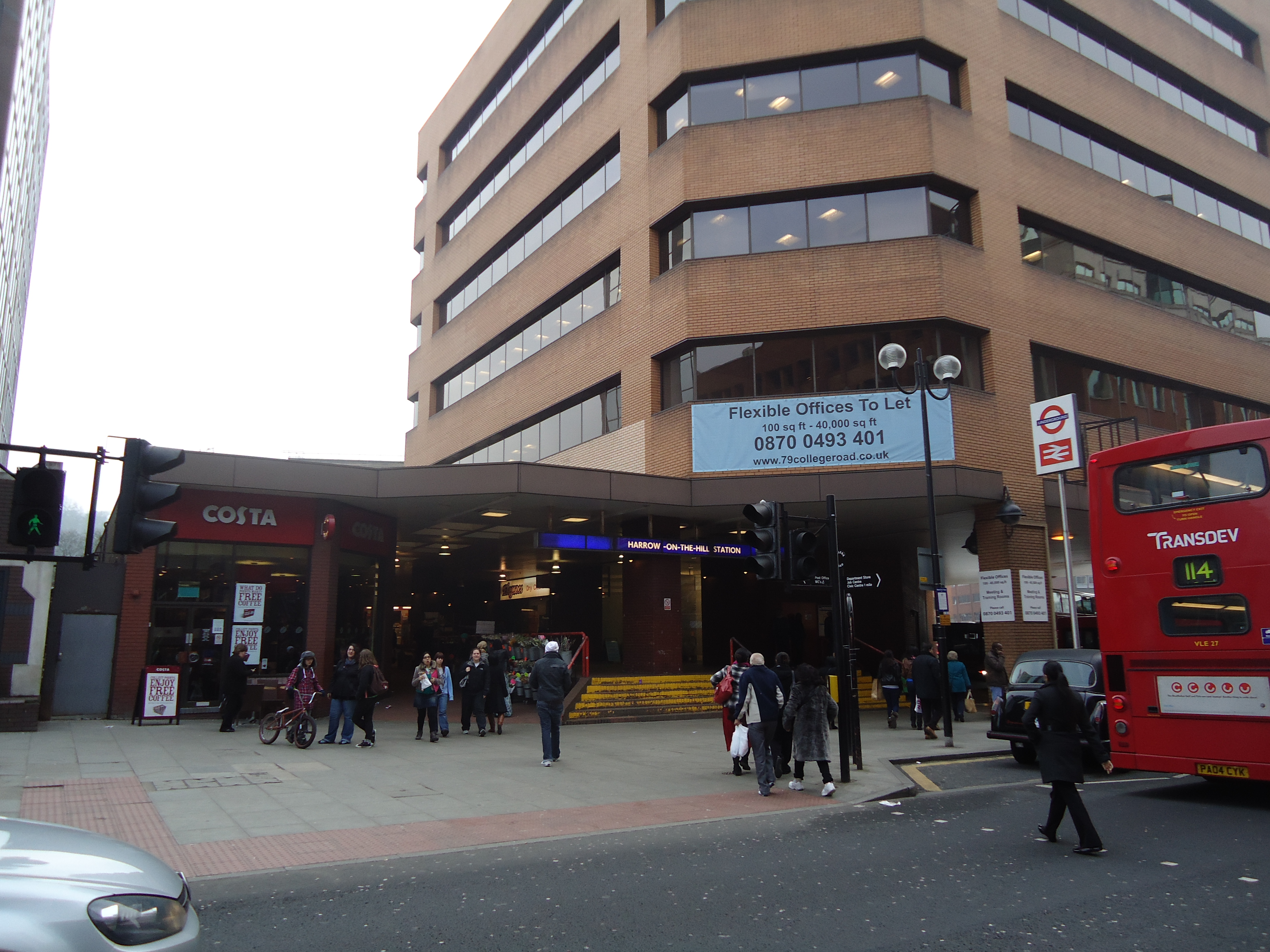
De noordelijke ingang.
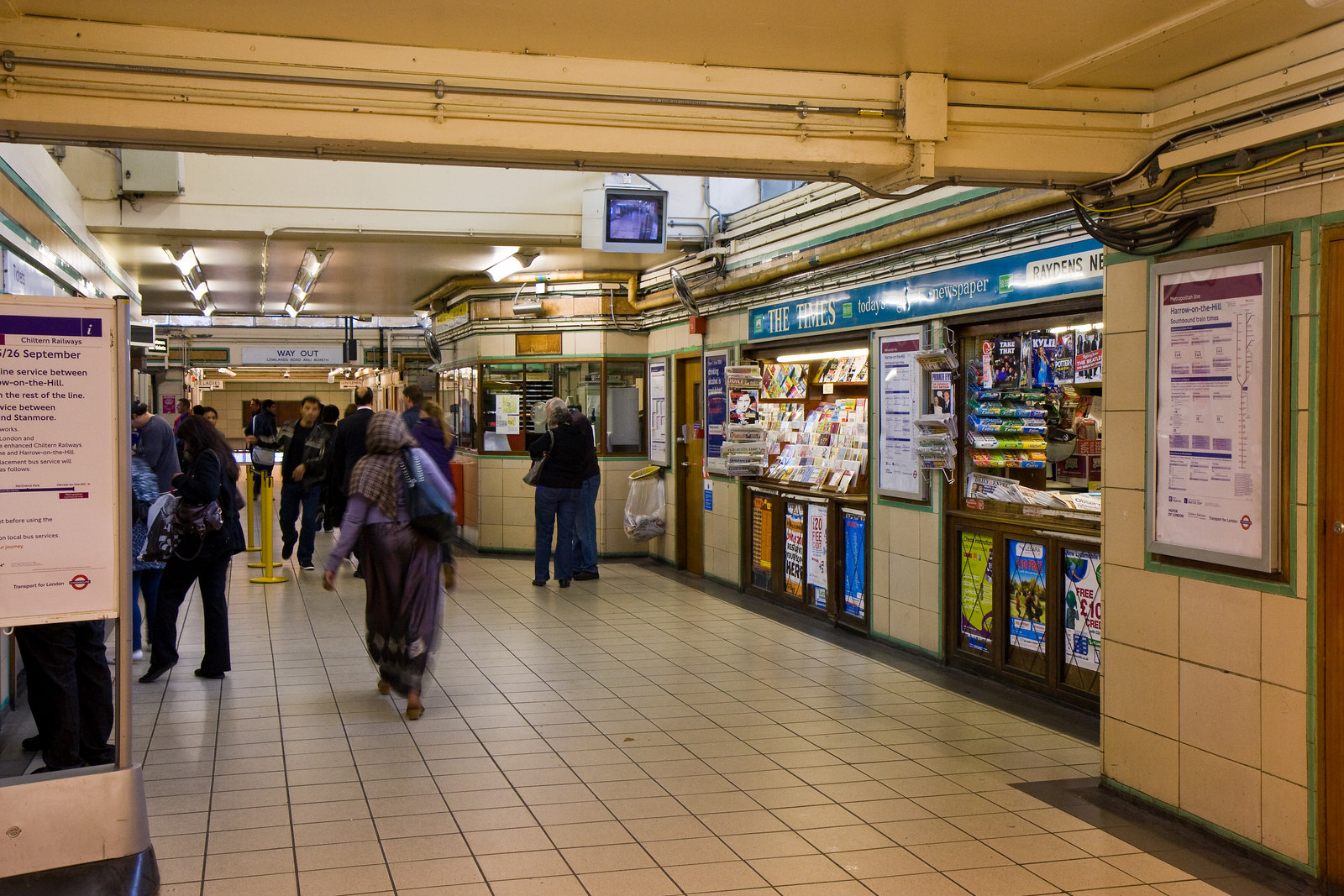
De stationshal op de brug over de sporen.
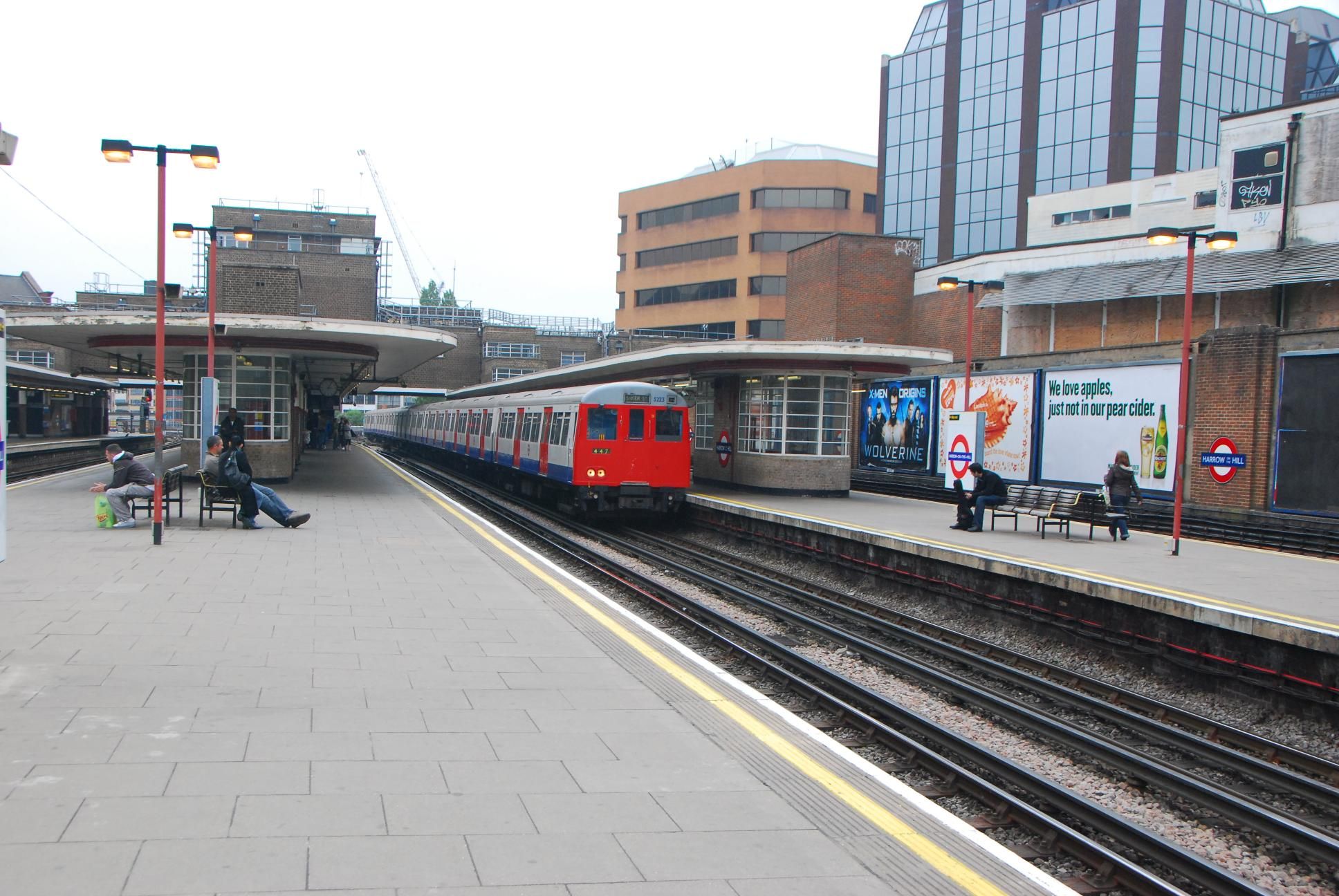
De perrons in de stijl van het New Works Programme.

## Ligging en inrichting
Het station ligt 14,85 km van London Marylebone aan de spoorlijn tussen Marylebone en Aylesbury. Voor de Metropolitan Line is het uit het centrum gezien de laatste metrohalte voor de splitsing van de lijn in een tak naar Uxbridge en een naar Moor Park. Het stationsgebouw ligt haaks boven de sporen en kent twee  ingangen, één op Station Approach (die leidt naar Lowlands Road en Harrow Hill) en één op College Road (voor Harrow Bus Station en het belangrijkste winkelgebied). Omdat het niet nodig is om langs de OV-poortjes te gaan is de stationshal tijdens de openingstijden van het station een populaire route voor voetgangers om een omweg over station road af te snijden. De drie eilandperrons, waarvan het zuidelijkste gebruikt wordt door de spoorwegen en de andere twee door de metro, zijn met trappen verbonden met de stationshal. 
De sporen zijn allemaal geëlektrificeerd volgens metrostandaard zodat de treinsporen zo nodig als uitwijkmogelijkheid gebruikt kunnen worden. In het kader van het New Works Programme werd het stationsgebouw aan Station Road vervangen door nieuwbouw aan de westkant van de perrons. Ook de perrons zelf kregen wachtkamers en perronkappen in de stijl van het New Works Programme. De binnenste metrosporen worden bereden door de stopdiensten de sneldiensten gebruiken de buitenste sporen. Naast via de stationshal zijn de perrons onderling verbonden met een voetgangerstunnel die aansloot op een sorteercentrum van de posterijen. Avanta House, een kantoorgebouw, werd in de jaren tachtig gebouwd bovenop de stationsingang aan College Road naast het busstation. De noordelijke ingang aan College Road is rolstoeltoegankelijk en sinds maart 2022 zijn ook de liften naar het zuidelijke perron in gebruik. Reizigers via de zuidkant van het station moeten daar echter nog steeds gebruik maken van trappen. 

## Reizigersdiensten

### Metropolitan Line
De metrodiensten bij Harrow-on-the-Hill worden allemaal verzorgd door de Metropolitan Line. Deze lijn heeft als enige van het Londense net snel- en stopdiensten die wel allemaal stoppen bij Harrow-on the-Hill. De sneldiensten richting de stad stoppen niet tussen Harrow-on-the-Hill en Finchley Road . In de andere richting rijden zowel snel- als stopdiensten via North Harrow en stopdiensten via West Harrow naar Uxbridge. In de normale dienst zijn er vier ritten per uur per richting tussen Baker Street en Watford, acht tussen Uxbridge en Aldgate, twee tussen Amersham en Aldgate, en twee tussen Chesham en Aldgate. Tijdens de spits wordt gereden tussen alle eindpunten in westen en Aldgate.

### National Rail
De diensten op het landelijke spoorwegnet werden aanvankelijk verzorgd door de Great Central Railway (GCR) vanaf 15 maart 1899. De GCR reed over de toenmalige Great Central Main Line waardoor intercity-diensten van Harrow naar bestemmingen zoals Rugby, Leicester, Nottingham en Manchester mogelijk waren. De reizigersdienst ten noorden van Aylesbury stopte echter in 1966 als gevolg van de bezuinigingen van de commissie Beeching, de goederenopslagplaats werd op 3 april 1967 gesloten. Sinds 1996 worden de treindiensten, doorgaans twee ritten per uur per richting, tussen Marylebone en Aylesbury verzorgd door Chiltern Railways. Deze diensten gebruiken eigen sporen tussen Londen en Harrow, tussen Harrow en Amersham delen ze de sporen met die van London Underground. 